# 上毛高原駅

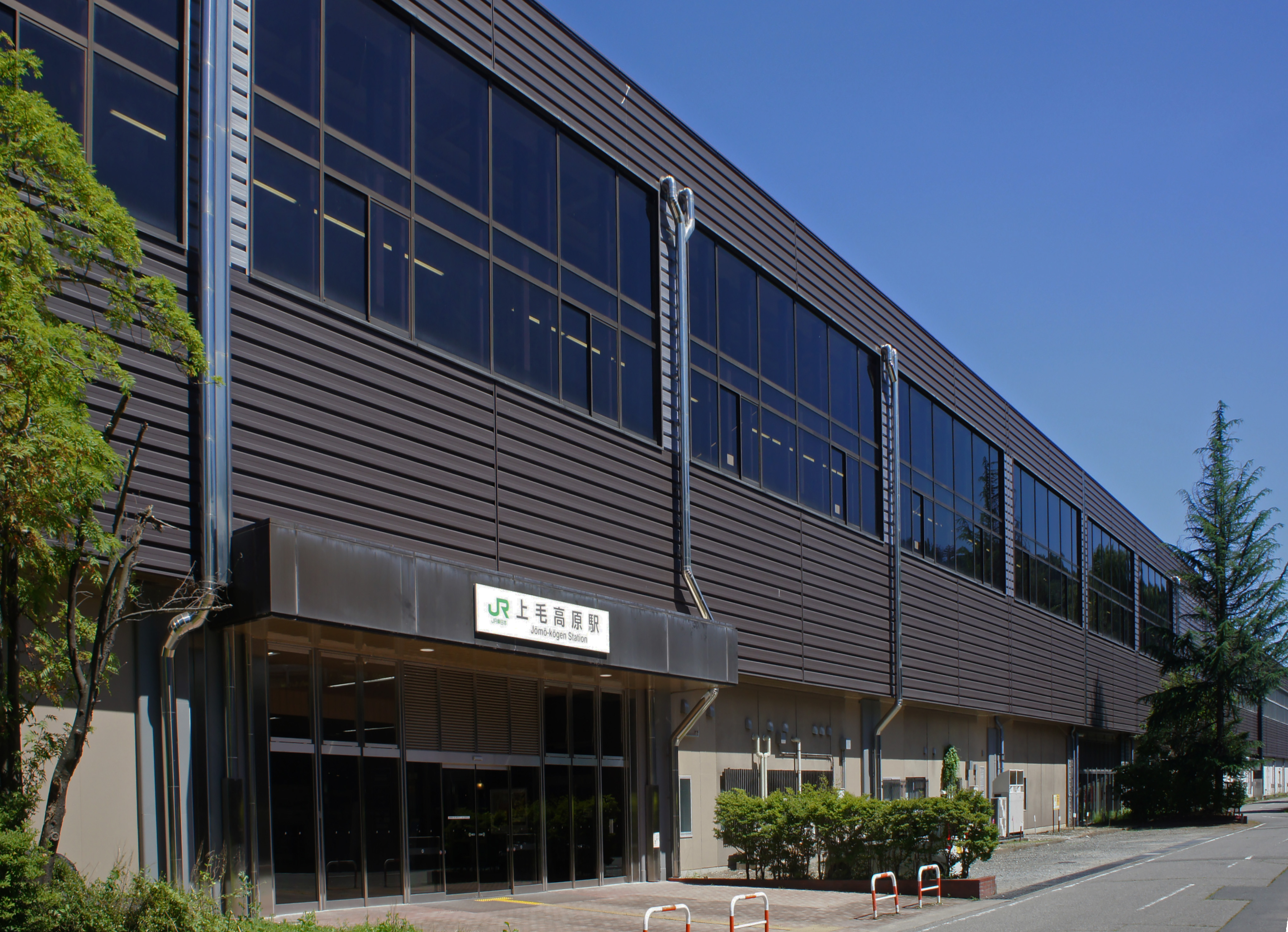
西口（2021年7月）

上毛高原駅（じょうもうこうげんえき）は、群馬県利根郡みなかみ町月夜野にある、東日本旅客鉄道（JR東日本）上越新幹線の駅である。事務管コードは▲411231。高崎駅以北の駅では唯一の新幹線単独駅で、実キロでは東京駅と新潟駅のほぼ中間に位置している。

## 歴史
- 1982年（昭和57年）11月15日：上越新幹線の大宮駅 - 新潟駅間開業と同時に[5]、駅開業[新聞 1][1]。
- 1985年（昭和60年）7月19日：ミネラルウォーター「大清水」（現在のFrom AQUA）の取水基地を、当駅高架下に設置[6]。
- 1987年（昭和62年）4月1日：国鉄分割民営化に伴い、東日本旅客鉄道（JR東日本）の駅となる[5]。同時に旅行センター開設[新聞 2]。
- 1998年（平成10年）10月：びゅうプラザを閉鎖[新聞 3]。
- 1999年（平成11年）5月19日：自動改札機を設置し、供用を開始[7]。
- 2009年（平成21年）3月14日：東京方面でSuica定期券の利用が可能となる[報道 1]。
- 2012年（平成24年）12月14日：駅名改称が、地元からみなかみ町議会に要望される（後述）[8][9]。
- 2017年（平成29年）7月1日：休憩所「tanigawa hanare」がオープン[報道 2]。
- 2018年（平成30年）
  - 4月1日：高崎方面においてタッチでGo!新幹線のサービスを開始[報道 3]。
  - 11月22日：情報発信型店舗「みなかみツェルト」がオープン[報道 4]。
- 2020年（令和2年）3月14日：新幹線eチケットサービスを開始[報道 5]。
- 2021年（令和3年）3月13日：越後湯沢方面においてタッチでGo!新幹線のサービスを開始[報道 6]。
- 2023年（令和5年）
  - 11月30日：みどりの窓口の営業を終了[2]。
  - 12月1日：話せる指定席券売機を導入[2]。

### 駅名について
駅名について、「1982年に建設当時の仮称のままで開業してから40年近く、そのままになっているため『（駅が）どこにあるか分かりにくく、観光を主産業とする町と地域に不利な状況が続いている』」として、みなかみ町の商工会や観光協会などから町議会に対して、駅名変更を求める請願が何度も出される事態になっている。新しい駅名案の候補として、町名である「みなかみ」や群馬県北部の中心都市である「沼田」、全国的に知名度の高い「尾瀬」などといった、町名や地域名を組み合わせた駅名を推す声が出ている。
しかし、みなかみ町と周辺自治体では駅名変更を求める運動に温度差があるほか、JR東日本に対しての同意取り付けや駅名変更に関連する費用負担などの問題もあり、容易ではないと指摘する声もある。

## 駅構造
相対式ホーム2面2線を有する高架駅である。中央に通過線（本線）2線があり、ホームは外側の副本線（待避線）のみに設置されている。駅舎は高架下にある。
直営駅で、管理駅でもあるが自駅のみの単独管理となっている。自動券売機、指定席券売機、話せる指定席券売機、売店、待合室が設置されている。

### のりば
| 番線 | 路線       | 方向 | 行先                     |
| ---- | ---------- | ---- | ------------------------ |
| 1    | 上越新幹線 | 上り | 高崎・大宮・東京方面     |
| 2    | 上越新幹線 | 下り | 越後湯沢・長岡・新潟方面 |

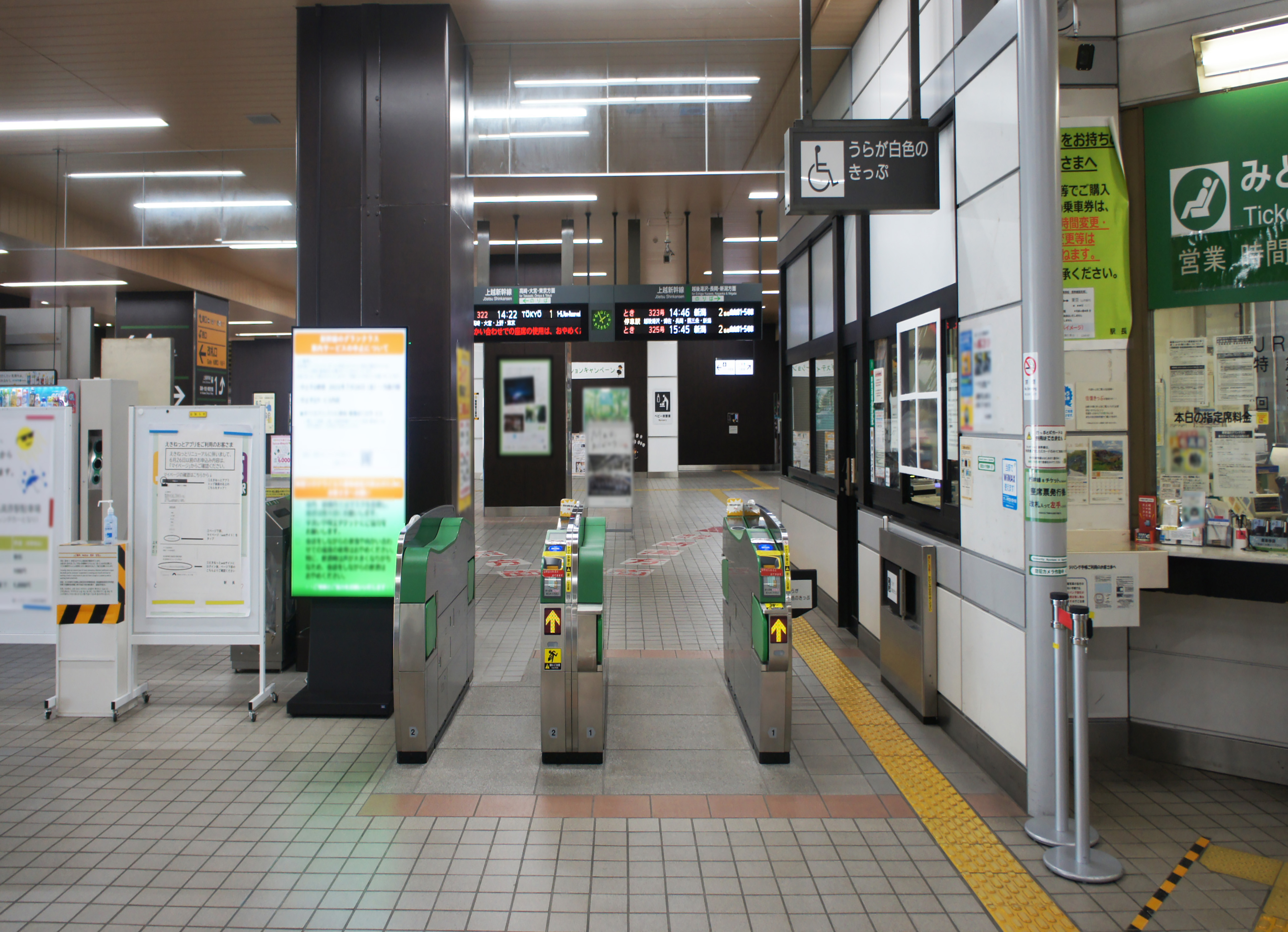
改札口（2021年7月）
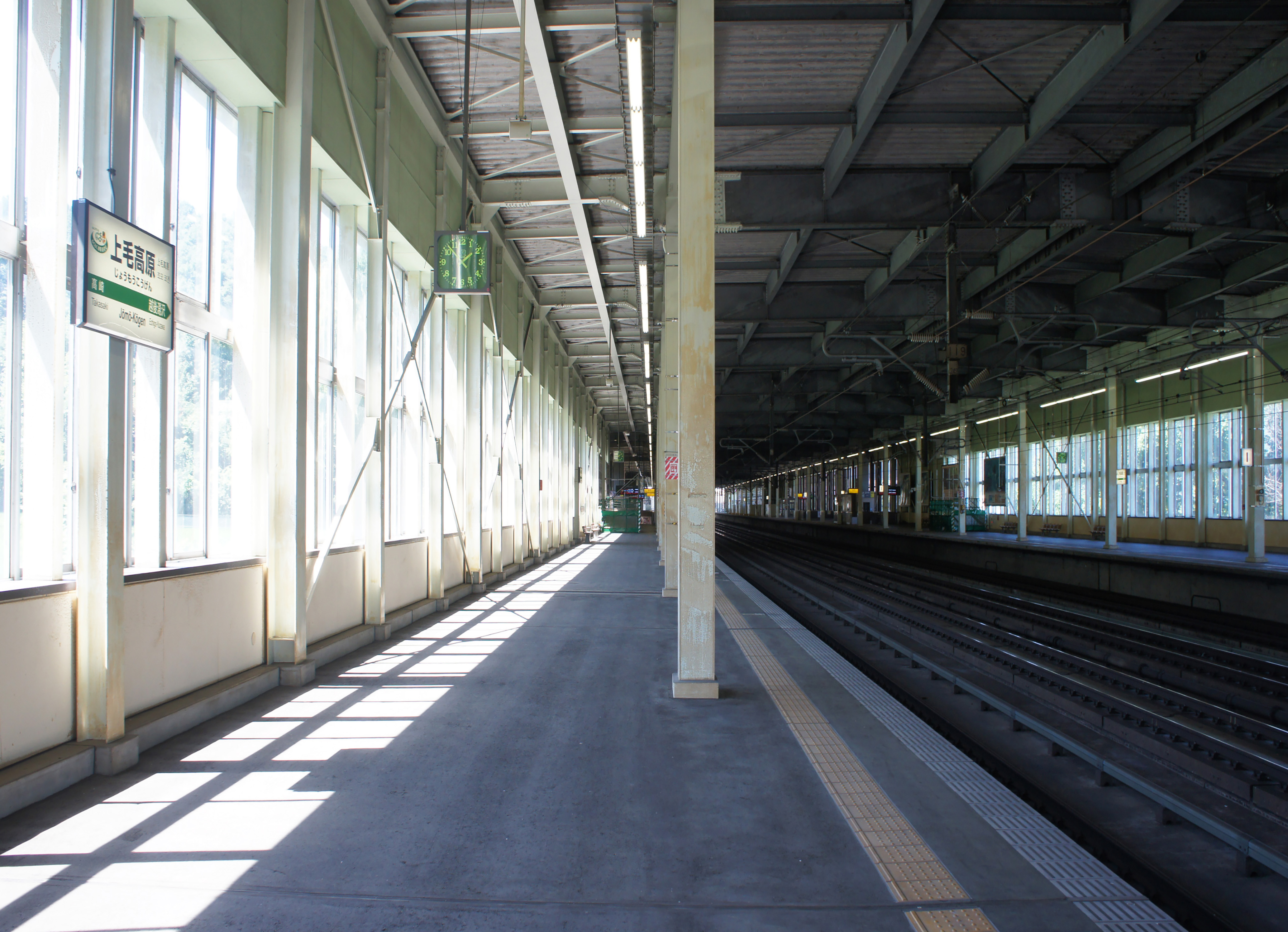
ホーム（2021年7月）

## 利用状況
JR東日本によると、2023年度（令和5年度）の1日平均乗車人員は676人である。上越新幹線の駅では乗車人員が少ない駅の一つとなっている。
2000年度（平成12年度）以降の推移は以下のとおりである。
| 1日平均乗車人員推移 | 1日平均乗車人員推移 | 1日平均乗車人員推移 | 1日平均乗車人員推移 | 1日平均乗車人員推移 | 1日平均乗車人員推移    |
| 年度                | 定期外              | 定期                | 合計                | 前年度比            | 出典                   |
| ------------------- | ------------------- | ------------------- | ------------------- | ------------------- | ---------------------- |
| 2000年（平成12年）  |                     |                     | 835                 |                     | [ 利用客数 2 ]         |
| 2001年（平成13年）  |                     |                     | 823                 |                     | [ 利用客数 3 ]         |
| 2002年（平成14年）  |                     |                     | 785                 |                     | [ 利用客数 4 ]         |
| 2003年（平成15年）  |                     |                     | 815                 |                     | [ 利用客数 5 ]         |
| 2004年（平成16年）  |                     |                     | 767                 |                     | [ 利用客数 6 ]         |
| 2005年（平成17年）  |                     |                     | 741                 |                     | [ 利用客数 7 ]         |
| 2006年（平成18年）  |                     |                     | 732                 |                     | [ 利用客数 8 ]         |
| 2007年（平成19年）  |                     |                     | 740                 |                     | [ 利用客数 9 ]         |
| 2008年（平成20年）  |                     |                     | 725                 |                     | [ 利用客数 10 ]        |
| 2009年（平成21年）  |                     |                     | 659                 |                     | [ 利用客数 11 ]        |
| 2010年（平成22年）  |                     |                     | 666                 |                     | [ 利用客数 12 ]        |
| 2011年（平成23年）  |                     |                     | 727                 |                     | [ 利用客数 13 ]        |
| 2012年（平成24年）  | 645                 | 115                 | 761                 |                     | [ 利用客数 14 ]        |
| 2013年（平成25年）  | 654                 | 112                 | 767                 |                     | [ 利用客数 15 ]        |
| 2014年（平成26年）  | 705                 | 110                 | 816                 |                     | [ 利用客数 16 ]        |
| 2015年（平成27年）  | 633                 | 106                 | 740                 |                     | [ 利用客数 17 ]        |
| 2016年（平成28年）  | 622                 | 109                 | 731                 |                     | [ 利用客数 18 ]        |
| 2017年（平成29年）  | 628                 | 106                 | 734                 |                     | [ 利用客数 19 ]        |
| 2018年（平成30年）  | 630                 | 115                 | 745                 |                     | [ 利用客数 20 ]        |
| 2019年（令和元年）  | 595                 | 123                 | 719                 |                     | [ 11 ] [ 利用客数 21 ] |
| 2020年（令和02年）  | 233                 | 104                 | 337                 | −53.1%              | [ 利用客数 22 ]        |
| 2021年（令和03年）  | 315                 | 99                  | 415                 | 23.1%               | [ 利用客数 23 ]        |
| 2022年（令和04年）  | 462                 | 104                 | 566                 | 36.3%               | [ 利用客数 24 ]        |
| 2023年（令和05年）  | 573                 | 102                 | 676                 | 119.7%              | [ 利用客数 1 ]         |

## 駅周辺
駅前にはD51形蒸気機関車745号が保存されていたが、2011年（平成23年）11月に水上駅前広場に移設された。
- 上越線 後閑駅 - 南東およそ2 km、路線バスで連絡[1]。当駅の営業キロはこの駅のものを準用している。
- 上牧温泉
- 奈女沢温泉
- 真沢温泉
- 川古温泉
- 猿ヶ京温泉
- 法師温泉
- 湯宿温泉
- 道の駅月夜野矢瀬親水公園
- 国道291号
- 嶽林寺

## バス路線
当駅発着の路線バスは、主に関越交通が沼田市内、尾瀬方面などへ運行している。
| のりば     | 運行事業者                                 | 行先 | 備考                                                                                            |
| ---------- | ------------------------------------------ | --- | ----------------------------------------------------------------------------------------------- |
| 1          | 関越交通                                   | 谷川岳ヨッホ（旧谷川岳ロープウェイ）方面                                                                      |                                                                                                 |
| 2          | 関越交通                                   | - 鎌田線：大清水方面、戸倉スキー場方面、鳩待峠バス連絡所方面 - 猿ヶ京線：後閑駅・沼田市保健福祉センター前方面 | 「鎌田線」の大清水方面は冬期間は運休。戸倉スキー場方面は冬期間のみ運転                          |
| 3          | 関越交通                                   | 猿ヶ京線：猿ヶ京方面                                                                                          |                                                                                                 |
|            | 関越交通                                   | - みなかみ温泉号（高速バス）：川越・新宿方面 - たんばらラベンダーパークシャトルバス：玉原センターハウス方面   | - 「みなかみ温泉号」は冬期間のみ運転 - 「たんばらラベンダーパークシャトルバス」は夏期間のみ運転 |
| スター交通 | 群馬みなかみほうだいぎスキー場シャトルバス | スキーシーズンのみ運転                                                                                        |                                                                                                 |

## 隣の駅
東日本旅客鉄道（JR東日本）
上越新幹線
高崎駅 - 上毛高原駅 - 越後湯沢駅

### 記事本文